# Missa Salisburgensis
La Missa Salisburgensis à 53 voci è una composizione di musica sacra barocca, archetipa del cosiddetto barocco colossale. L'autore di questo lavoro è anonimo, anche se studi recenti hanno attribuito la paternità dell'opera ad Heinrich Ignaz Franz Biber (1644-1704). Fino a poco tempo fa questa messa era stata considerata una composizione di Orazio Benevoli o di Andreas Hofer (ca. 1629–1684).

## Struttura
La messa è composta per:
- Choro I: soprani raddoppiati, contralti raddoppiati, tenori raddoppiati, bassi raddoppiati, tutti in concerto e a cappella, organo.
- Choro II: violino I e II, viola I, II, III e IV.
- Choro III: flauto I, II III e IV, oboe I, e II, clarino I e II.
- Choro IV: cornetto I e II, trombone I, II e III.
- Choro V: soprani raddoppiati, contralti raddoppiati, tenori raddoppiati, bassi raddoppiati, tutti in concerto e a cappella.
- Choro VI: violino I e II, viola I, II, III e IV.
- Loco I: tromba I, II, III e IV e timpani.
- Loco II: tromba I, II, III e IV e timpani.
- Organo e basso continuo.

La Missa Salisburgensis è una composizione polifonica che si avvale dei diversi organi e delle molteplici sedi disponibili per i gruppi di cantanti e di musicisti all'interno della cattedrale di Salisburgo, probabilmente per le celebrazioni del 1682 per il 1100º anniversario della fondazione dell'arcidiocesi di Salisburgo. La cattedrale di Salisburgo, con le sue quattro gallerie per le voci, era unica: Biber sfruttò questa scenografia con grande maestria al servizio dell'immagine della Chiesa Trionfante richiesta dai committenti dell'epoca.
Le parti vocali sono divise fra in concerto (i solisti) e a cappella (l'intero coro) attraverso sedici voci. Tuttavia, più volte il compositore unisce tutte le voci in quattro semplici linee. La composizione è tutta in do maggiore, tonalità resasi necessaria per l'utilizzo dei clarini in do. Tutti gli strumenti hanno sezioni solistiche a eccezione dei due oboi, che suonano sempre all'unisono con i flauti. L'opera è stilisticamente simile ai Vesperae à 32 voci di Biber e al Te Deum Laudamus à 23 voci di Hofer.